# جمشیر خورد
جمشیر خورد (به انگلیسی: Jamsher Khurd) یک شهر در پاکستان است که در پنجاب واقع شده‌است.